# Andrea Momoitio
Andrea Momoitio San Martín (Ortuella, 1989) es una periodista y escritora vasca que forma parte de la asamblea de la revista digital feminista Pikara Magazine. Es autora de Lunática.

## Biografía
Andrea Momoitio nació en Ortuella en 1989. Se licenció en Periodismo por la Universidad del País Vasco (UPV/EHU). Es máster en Estudios Feministas y de Género por la Universidad del País Vasco.  En su TFM analizó cómo las jóvenes lesbianas reconocen los referentes de lesbianismo que aparecen en las series de ficción producidas en España También es máster en Periodismo Digital.

### Trayectoria profesional
Empezó a colaborar en Pikara Magazine desde el nacimiento de la revista, en noviembre de 2010, cuando ella estaba cursando segundo de Periodismo, con un reportaje sobre jóvenes feministas. Fue una de sus coordinadorasy ha publicado en ella reportajes sobre temas como las mujeres en el ajedrez, la gestación subrogada o la memoria histórica del feminismo. Ha entrevistado para Pikara a mujeres como la directora de cine Leticia Dolera, les cantautores Viruta Ftm y Alicia Ramos, la filósofa y escritora Silvia Federici o las activistas Laura Bugalho y Zuriñe Baztan.  
Desde 2013, imparte conferencias, talleres y charlas en todo el Estado español sobre género, feminismo, comunicación, periodismo feminista y redes sociales, principalmente. Ha publicado artículos y reportajes en numerosos medios como los nombrados en la entrada de este artículo y otros como Pueblos, Viento Sur, La Espiral y Cáscara Amarga.
Tiene una columna de opinión quincenal en Público,relacionada con memoria histórica y mujeres, y también es colaboradora en medios como Ctxt, El Salto, Periódico Diagonal,Eldiario.es, La Madeja o Altaïr Magazine.
El 27 de marzo de 2017 fue la invitada del show No te metas en política.
Ha participado en la primera serie de De eso no se habla con el podcast Lunáticas, que está basado en su libro Lunática.

#### Coberturas internacionales
En 2013, cubrió la III Conferencia Internacional de Apoyo a las Mujeres Saharauis: la resistencia de las mujeres en los territorios ocupados del Sahara Occidental para Pikara Magazine. En 2016 hizo la cobertura de la Caravana a Grecia: abriendo fronteras, movilización para denunciar las políticas migratorias de la Unión Europea y la situación de las personas refugiadas que llegan a Europa. Publicó sus crónicas en +Pikara (eldiario.es) y en el Periódico Diagonal.

## Obra
- 2015 De la invisibilidad a la irreverencia: Lesbianismo en televisión. (TFM)[1]
- 2016 Lesbofobia: ¿por qué y cómo hay que nombrarla?[22]
- 2019 Feminismos. Miradas desde la diversidad. (VVAA)[23]
- 2022 Lunática (Libros del KO).[24]